# Selección de fútbol de salón de Argentina (AMF/FIFUSA)
La selección de futsal de Argentina es el equipo representativo de dicho país en los competiciones oficiales de futsal; su dirección está a cargo de la Confederación Argentina de Fútbol de Salón entidad desafiliada de la Asociación Mundial de Futsal (AMF) y afiliada actualmente a la Federación Internacional de Fútbol de Salón (FIFUSA) y la Confederación Panamericana de Futsal (PANAFUTSAL).
Ha participado en las doce ediciones del Campeonato Mundial de Futsal de la AMF donde ha obtenido el título en 1994 y en 2019 siendo ambas de local, fue subcampeón en 2007 también en propio suelo y logró ubicarse tercera en 2000, 2011 y 2015.
Además, la selección Sub-20 obtuvo el Mundial Sub-20 en 2014 y fue finalista en 2018. La asignatura pendiente queda para la selección Sub-17, que solo pudo obtener un tercer puesto en el Mundial Sub-17 en 2016.

## Historia
La Argentina es una de las más importantes selecciones de Fútbol de Salón en el mundo, prueba de esto son sus logros en los torneos más importantes que organiza la Asociación Mundial de Futsal; el primer gran éxito fue en 1994 cuando organizó y ganó uno de los mundiales de FIFUSA más reñidos que se hayan visto hasta ese entonces, derrotando en la final a Colombia. Además la Argentina es la vigente campeona del mundo del año 2019, ganándole una emotiva final a su clásico rival: Brasil. No menos importante cabe destacar sus buenas participaciones en Argentina 2007, donde obtuvo el subtítulo y en Bolivia 2000, Colombia 2011 y Bielorrusia 2015 donde alcanzó la medalla de bronce; además en 2014 logró el título en el primer certamen mundial C-20 celebrado en Chile derrotando a otra potencia continental y mundial: la selección de Paraguay. Por sus antecedentes y logros en este deporte, la AMF invitó a la albiceleste a participar en el Torneo de Exhibición por los Juegos Mundiales de Cali 2013, donde obtiene el cuarto puesto.
En 2015 la Confederación Argentina, con el apoyo del gobierno nacional, presentó su candidatura para organizar el próximo mundial en 2019.

## Estadísticas

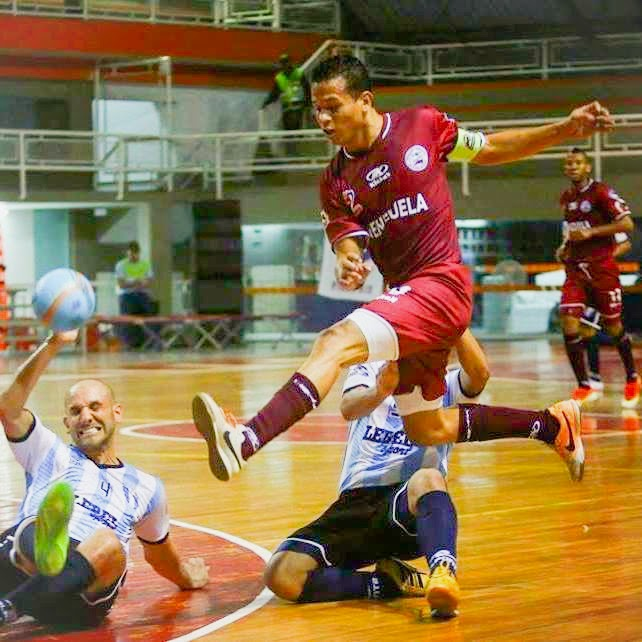
Partido de fútbol de salón entre Argentina y Venezuela.

### Selección absoluta masculina

#### Campeonato Mundial
| Organización FIFUSA | Organización FIFUSA | Organización FIFUSA | Organización FIFUSA | Organización FIFUSA | Organización FIFUSA | Organización FIFUSA | Organización FIFUSA | Organización FIFUSA | Organización FIFUSA |               |
| Año                 | Resultado           | Posición            | J                   | G                   | E                   | P                   | GF                  | GC                  | DG                  |               |
| ------------------- | ------------------- | ------------------- | ------------------- | ------------------- | ------------------- | ------------------- | ------------------- | ------------------- | ------------------- | ------------- |
| 1982                | Primera fase        | 7.°                 | 4                   | 1                   | 1                   | 2                   | 7                   | 14                  | -7                  |               |
| 1985                | Cuarto puesto       | 4.°                 | 6                   | 3                   | 0                   | 3                   | 23                  | 29                  | -6                  |               |
| 1988                | Segunda fase        | 7.°                 | 6                   | 2                   | 1                   | 3                   | 28                  | 31                  | -3                  |               |
| 1991                | Cuartos de final    | 5.°                 | 7                   | 5                   | 0                   | 2                   | 31                  | 12                  | +19                 |               |
| 1994                | Campeón             | 1.°                 | 9                   | 9                   | 0                   | 0                   | 30                  | 4                   | +26                 |               |
| 1997                | Cuartos de final    | 8.°                 | 6                   | 2                   | 1                   | 3                   | 26                  | 7                   | +19                 |               |
| 2000                | Tercer puesto       | 3.°                 | 8                   | 3                   | 2                   | 3                   | 25                  | 27                  | -2                  |               |
| Organización AMF    |                     |                     |                     |                     |                     |                     |                     |                     |                     |               |
| 2003                | Cuartos de final    | 6.°                 | 4                   | 3                   | 0                   | 1                   | 26                  | 12                  | +14                 |               |
| 2007                | Subcampeón          | 2.°                 | 6                   | 5                   | 0                   | 1                   | 32                  | 15                  | +17                 |               |
| 2011                | Tercer puesto       | 3.°                 | 6                   | 4                   | 1                   | 1                   | 31                  | 17                  | +14                 |               |
| 2015                | Tercer puesto       | 3.°                 | 6                   | 4                   | 1                   | 1                   | 24                  | 6                   | +18                 |               |
| 2019                | Campeón             | 1.°                 | 6                   | 6                   | 0                   | 0                   | 44                  | 7                   | +37                 |               |
| Organización FIFUSA |                     |                     |                     |                     |                     |                     |                     |                     |                     |               |
| 2024                | Cuarto puesto       | 4.°                 | 8                   | 6                   | 0                   | 2                   | 33                  | 10                  | +22                 |               |
| 2027                | Por definirse       | Por definirse       | Por definirse       | Por definirse       | Por definirse       | Por definirse       | Por definirse       | Por definirse       | Por definirse       | Por definirse |

- Brasil fue escogida como sede del mundial por la FIFUSA ya que tienen planes de organizar tres torneos de gran categoría en Brasil: El Mundial Masculino y una Copa América a nivel de selecciones junto a una Copa Intercontinental de Clubes.

#### Juegos Mundiales
| Año  | Ronda     | Posición | J | G | E | P | GF | GC | DIF |
| ---- | --------- | -------- | - | - | - | - | -- | -- | --- |
| 2013 | Semifinal | 4.to     | 5 | 2 | 0 | 3 | 19 | 14 | +5  |

#### Campeonato Sudamericano
| 1965 | No participó | NP   | Sin datos | Sin datos | Sin datos | Sin datos | Sin datos | Sin datos | Sin datos | Sin datos | Sin datos | Sin datos |
| 1969 | Semifinal    | 3.ro | Sin datos | Sin datos | Sin datos | Sin datos | Sin datos | Sin datos | Sin datos | Sin datos | Sin datos | Sin datos |
| 1971 | Semifinal    | 4.to | Sin datos | Sin datos | Sin datos | Sin datos | Sin datos | Sin datos | Sin datos | Sin datos | Sin datos | Sin datos |
| 1973 | Semifinal    | 4.to | Sin datos | Sin datos | Sin datos | Sin datos | Sin datos | Sin datos | Sin datos | Sin datos | Sin datos | Sin datos |
| 1975 | Semifinal    | 4.to | Sin datos | Sin datos | Sin datos | Sin datos | Sin datos | Sin datos | Sin datos | Sin datos | Sin datos | Sin datos |
| 1976 | Semifinal    | 4.to | Sin datos | Sin datos | Sin datos | Sin datos | Sin datos | Sin datos | Sin datos | Sin datos | Sin datos | Sin datos |
| 1977 | Primera fase | NP   | Sin datos | Sin datos | Sin datos | Sin datos | Sin datos | Sin datos | Sin datos | Sin datos | Sin datos | Sin datos |
| 1979 | Semifinal    | 3.ro | Sin datos | Sin datos | Sin datos | Sin datos | Sin datos | Sin datos | Sin datos | Sin datos | Sin datos | Sin datos |
| 1983 | Semifinal    | 4.to | Sin datos | Sin datos | Sin datos | Sin datos | Sin datos | Sin datos | Sin datos | Sin datos | Sin datos | Sin datos |
| 1986 | Semifinal    | 3.ro | Sin datos | Sin datos | Sin datos | Sin datos | Sin datos | Sin datos | Sin datos | Sin datos | Sin datos | Sin datos |
| 1989 | No participó | NP   | Sin datos | Sin datos | Sin datos | Sin datos | Sin datos | Sin datos | Sin datos | Sin datos | Sin datos | Sin datos |
| 1992 | Semifinal    | 3.ro | Sin datos | Sin datos | Sin datos | Sin datos | Sin datos | Sin datos | Sin datos | Sin datos | Sin datos | Sin datos |
| 1998 | No participó | NP   | Sin datos | Sin datos | Sin datos | Sin datos | Sin datos | Sin datos | Sin datos | Sin datos | Sin datos | Sin datos |
| 2014 | Semifinal    | 3.ro | Sin datos | Sin datos | Sin datos | Sin datos | Sin datos | Sin datos | Sin datos | Sin datos | Sin datos | Sin datos |

### Selección absoluta femenina

#### Campeonato Mundial Femenino
| Organización AMF    | Organización AMF | Organización AMF | Organización AMF | Organización AMF | Organización AMF | Organización AMF | Organización AMF | Organización AMF |               |
| Año                 | Resultado        | Posición         | J                | G                | E                | P                | GF               | GC               |               |
| ------------------- | ---------------- | ---------------- | ---------------- | ---------------- | ---------------- | ---------------- | ---------------- | ---------------- | ------------- |
| 2008                | Cuartos de final | 5.°              | 5                | 4                | 0                | 1                | 25               | 12               |               |
| 2013                | Cuarto puesto    | 4.°              | 6                | 2                | 1                | 3                | 17               | 18               |               |
| 2017                | Subcampeón       | 2.°              | 5                | 4                | 0                | 1                | 27               | 9                |               |
| Organización FIFUSA |                  |                  |                  |                  |                  |                  |                  |                  |               |
| 2023                | Subcampeón       | 2.°              | 6                | 5                | 0                | 1                | 26               | 4                |               |
| 2026                | Por definirse    | Por definirse    | Por definirse    | Por definirse    | Por definirse    | Por definirse    | Por definirse    | Por definirse    | Por definirse |

### Selecciones juveniles

#### Campeonato Mundial Sub-20
| Año                 | Ronda | Posición | J | G | E | P | GF | GC | DIF |
| ------------------- | ----- | -------- | - | - | - | - | -- | -- | --- |
| 2014                | Final | 1.ro     | 6 | 6 | 0 | 0 | 46 | 9  | +37 |
| 2018                | Final | 2.do     | 6 | 5 | 0 | 1 | 23 | 13 | +10 |
| Organización FIFUSA |       |          |   |   |   |   |    |    |     |
| 2024                | Final | 1.ro     | 6 | 6 | 0 | 0 | 36 | 2  | +34 |

#### Campeonato Mundial Sub-18
| Organización FIFUSA | Organización FIFUSA | Organización FIFUSA | Organización FIFUSA | Organización FIFUSA | Organización FIFUSA | Organización FIFUSA | Organización FIFUSA | Organización FIFUSA |             |
| Año                 | Resultado           | Posición            | J                   | G                   | E                   | P                   | GF                  | GC                  |             |
| ------------------- | ------------------- | ------------------- | ------------------- | ------------------- | ------------------- | ------------------- | ------------------- | ------------------- | ----------- |
| 2025                | Clasificado         | Clasificado         | Clasificado         | Clasificado         | Clasificado         | Clasificado         | Clasificado         | Clasificado         | Clasificado |

#### Campeonato Mundial Sub-17
| Año  | Ronda     | Posición | J | G | E | P | GF | GC | DIF |
| ---- | --------- | -------- | - | - | - | - | -- | -- | --- |
| 2016 | Semifinal | 3.ro     | 6 | 4 | 1 | 1 | 26 | 8  | +18 |

#### Campeonato Mundial Sub-15
| Año  | Ronda     | Posición | J | G | E | P | GF | GC | DIF |
| ---- | --------- | -------- | - | - | - | - | -- | -- | --- |
| 2021 | Semifinal | 4.to     | 6 | 3 | 1 | 2 | 61 | 23 | +38 |

#### Campeonato Mundial Sub-13
| Año  | Ronda            | Posición | J | G | E | P | GF | GC | DIF |
| ---- | ---------------- | -------- | - | - | - | - | -- | -- | --- |
| 2019 | Cuartos de final | 5.to     | 6 | 5 | 0 | 1 | 28 | 15 | +13 |

## Palmarés

### Selección absoluta
- Campeonato Mundial:
  -   Campeón (2): 1994, 2019
  -  Subcampeón (1): 2007
  -  Tercer lugar (3): 2000, 2011, 2015

- Campeonato Sudamericano de Futsal:
  -  Tercer lugar (5): 1969, 1979, 1986, 1992, 2014

### Selección femenina
- -  Subcampeón (2): 2017, 2023

### Selecciones juveniles AMF/FIFUSA
- Campeonato Mundial Sub-20 de la AMF:
  -   Campeón (1): 2014
  -  Subcampeón (1): 2018

- Campeonato Mundial Sub-20 de la FIFUSA:
  -   Campeón (1): 2024

- Campeonato Sudamericano Sub-20:
  -   Campeón (1): 2014
  -  Subcampeón (1): 1991

- Campeonato Mundial Sub-17 de la AMF:
  -  Tercer lugar (1): 2016